# Hospital Lariboisière

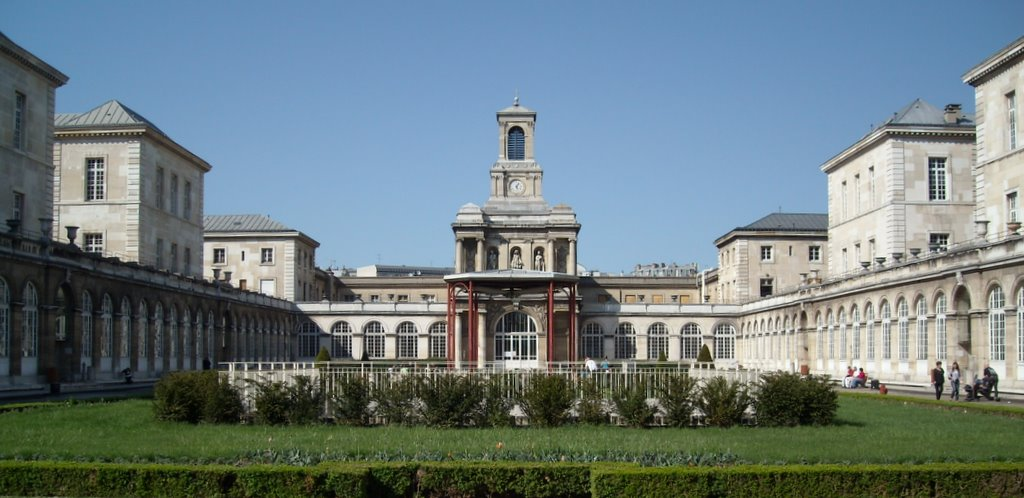
Patio interior del hospital

El hospital Lariboisière es un hospital parisino situado en la rue Ambroise-Paré en el X Distrito de París y perteneciente a la Assistance publique-Hôpitaux de Paris. Fue construido en el siglo XIX, dispuesto en pabellones de acuerdo al movimiento higienista y fue inaugurado el año 1854. Está inscrito como monumento histórico de Francia por decreto desde el año 1975.
Es un hospital docente de la Universidad de París Cité.

## Historia
La decisión de construir un hospital para los habitantes de los arrabales de la orilla derecha de París se tomó a raíz de la epidemia de cólera de 1832 que constató la insuficiencia en número de hospitales en la capital francesa. El consejo de hospicios pretendió plasmar con él un modelo a seguir: «Un monumento de caridad donde la filantropía, donde la ciencia y el arte sean desarrollados con todos los progresos del tiempo» Entre 1839 y 1845 surgieron encendidas controversias alrededor de numerosos proyectos pero, finalmente en 1846, empezaron los trabajos de construcción bajo dirección del arquitecto Martin-Pierre Gauthier, en los terrenos del antiguo enclos Saint-Lazare. En el recinto se edificaron seis edificios conectados por pasarelas con columnas, dispuestos alrededor de un patio central.

## Nombres Sucesivos
El hospital fue llamado sucesivamente:
- 1839: hospital Clos-Saint-Lazare u hospital norte
- 1841: hospital Louis-Philippe
- 1848: hospital de la República
- 1854: hospital de Lariboisière

Tras el fallecimiento el 27 de diciembre de 1851 de la Condesa Élisa de Lariboisière, quien durante su vida se había distinguido por sus organizaciones benéficas. Deja por voluntad propia la mayor parte de su fortuna para la fundación de un hospital en París. Este hospital, construido de acuerdo con sus últimos deseos y uno de los mejores de París, recibió su nombre.
Ahora está adscrito al Grupo Hospitalario (GH), incluido el hospital Saint Louis , el hospital Lariboisière y el hospital Fernand-Widal.

## Descripción

### Morfología general
La morfología que adopta es la de un hospital suburbano , donde los edificios se disponen en una figura simétrica de “doble peine”. Era la estructura moderna de la época, siendo el primer modelo de referencia el Hospital de la Royal Navy Stonehouse.
Este doble peine (una larga galería que forma el fondo y los edificios los dientes del peine) se organiza a ambos lados de un gran patio central donde se ubica la capilla. Consta de diez alas (cinco a cada lado, este y oeste), seis de las cuales están hospitalizadas (tres para mujeres en el oeste, tres para hombres en el este). Estos edificios tienen tres niveles, completados por cuatro alas de servicio en las esquinas del cuadrilátero.
Cuando fue inaugurado, Lariboisière era considerado un hospital que cumplía con los requisitos de las autoridades públicas y las autoridades médicas, según el canon programático y arquitectónico de la Academia de Ciencias . Está diseñado según una higiene "aerist" basado en circulación de aire por lo cual este equipado con sistemas de ventilación, además de la presencia de galerías para permitir el ingreso de aire.

## Reestructuración
En la actualidad, se encuentra en proceso un proyecto de reestructuración del centro hospitalario, la cual constará de nuevos edificios, destinados a actividades hospitalarias y médico-técnicas, y a su vez la renovación de los antiguos, reservados a actividades ambulatorias, de investigación o terciarias. Esta previsto extenderse de 2018 a 2024 e implican la venta del terreno ubicado al oeste de la parcela para convertirlo en vivienda, financiando así el proyecto, y el traslado al sitio de las actividades del hospital Fernand-Widal.